# Вільям Джонс (філолог)
Сер Вільям Джонс  (англ. Sir William Jones; 8 вересня 1746, Лондон — 27 квітня 1794, Колката) — британський філолог, сходознавець і державний суддя у Верховному судовому суді у Форт-Вільямі в Бенгалії, а також дослідник стародавньої Індії. Він особливо відомий своєю тезою про існування спорідненості між європейськими та індоарійськими мовами, які пізніше стали відомі як індоєвропейські мови.
Джонс був одним з ініціаторів заснування Азійського товариства Бенгалії в 1784 році.

## Біографія

### Раннє життя
Вільям Джонс народився в Лондоні; його батько Вільям Джонс (1675—1749) був математиком з Англсі в Уельсі, відомим тим, що запровадив використання символу π. Молодий Вільям Джонс був лінгвістичним вундеркіндом, який, окрім своїх рідних мов англійської та валлійської, змалку вивчив грецьку, латинську, перську, арабську, іврит та основи китайського письма. Наприкінці свого життя він знав вісім мов із критичною досконалістю, вільно володів ще вісьмома, маючи під рукою словник, і досить добре володів ще дванадцятьма.
Батько Джонса помер, коли йому було три роки, і його виховувала мати Мері Нікс Джонс. У вересні 1753 року його відправили до школи Гарроу, а потім він перейшов до Оксфордського університетського коледжу. Він закінчив там навчання в 1768 році і став магістрам мистецтва в 1773 році. Маючи фінансові обмеження, він обійняв посаду репетитора семирічного лорда Олторпа, сина графа Спенсера. Наступні шість років працював репетитором і перекладачем. У цей час він опублікував Histoire de Nader Chah (1770), французький переклад твору, спочатку написаного перською мовою Мірзою Мехді Ханом Астарабаді. Це було зроблено на прохання короля Данії Крістіана VII: він відвідав Джонса, який до 23 років уже зарекомендував себе як сходознавець, і на знак вдячності за його роботу він отримав членство в Королівській академії наук Данії. і листи. Це буде перша з численних робіт про Персію, Анатолію та Близький Схід загалом.

### Правознавство та політика в Англії
У 1770 році Джонс приєднався до Мідл Темпл і три роки вивчав юриспруденцію, попередню роботу в Індії. 30 квітня 1772 року він був обраний членом Королівського товариства. У 1773 році він був обраний членом Клубу, президентом якого він став у 1780 році. Він провів деякий час окружним суддею в Уельсі, а потім брав участь у політика: він зробив безрезультатну спробу розв'язати Американську революцію спільно з Бенджаміном Франкліном у Парижі та балотувався на посаду члена парламенту від Оксфорда на загальних виборах 1780 року, але не мав успіху.
Джонс був радикальним політичним мислителем, другом американської незалежності. Його робота «Принципи правління»; у діалозі між вченим і селянином (1783) був предметом суду за підбурювальний наклеп (відомий як «Справа декана Святого Асафа») після того, як його передрукував його зять Вільям Дейвіс Шиплі.

### Індійське володіння
4 березня 1783 року він був призначений повноправним суддею Верховного суду у Форт-Вільямі в Калькутті, Бенгалія, а 20 березня він був посвячений у лицарі. У квітні 1783 року він одружився з Анною Марією Шиплі, старшою донькою доктора Джонатана Шиплі, єпископа Лландаффа та єпископа Святого Асафа. Анна Марія використовувала свої художні здібності, щоб допомогти Джонсу документувати життя в Індії. 25 вересня 1783 року він прибув до Калькутти.
На субконтиненті він був зачарований індійською культурою, ще незайманою галуззю європейської науки, і 15 січня 1784 року він заснував Азіатське товариство в Калькутті. Він вивчав Веди з Рамалочаною, пандитом, який викладав в індуїстському університеті Надії, і став досвідченим санскритистом. Джонс вів десятирічне листування на тему джйотіси або індуїстської астрономії з колегою-сходознавцем Семюелем Девісом. Він дізнався давню концепцію індуїстських законів від Пандіта Джаганнатха Тарка Панчанана.
Протягом наступних десяти років він створить потік робіт про Індію, започаткувавши сучасне дослідження субконтиненту практично в усіх соціальних науках. Він також писав про місцеві закони, музику, літературу, ботаніку та географію, а також зробив перші англійські переклади кількох важливих творів індійської літератури.
Сер Вільям Джонс іноді також називався псевдонімом Юнс Уксфарді (یونس اوکسفردی, «Джонс з Оксфорда»). Цей псевдонім можна побачити на внутрішній стороні обкладинки його перської граматики, опублікованої в 1771 році (і в наступних виданнях).
Він помер у Калькутті 27 квітня 1794 року у віці 47 років і похований на кладовищі Саут-Парк-Стріт.

### Наукові здобутки
Сьогодні Джонс відомий тим, що зробив і поширив спостереження про зв'язки між індоєвропейськими мовами. У своїй Промові до третьої річниці в Азіатському суспільстві (1786) він припустив, що санскрит, грецька та латинська мови мають спільне коріння, і що справді всі вони можуть бути пов'язані, у свою чергу, з готською та кельтською мовами, а також із перська. Хоча його ім'я тісно пов'язане з цим спостереженням, він не був першим, хто зробив це.